# Szenteleky Kornél
Szenteleky Kornél (eredeti nevén Sztankovits Kornél) (Pécs, 1893. július 27. – Ószivác, 1933. augusztus 20.) szerb származású magyar író, költő, műfordító, szerkesztő. A jugoszláviai magyar irodalom egyik jelentős képviselője volt. Kortársai az irodalmi vezért, a Vajdaság Kazinczyját tisztelték benne, az utókor pedig elsősorban az írót tartja számon.

## Életpályája
A Sztankovits család 1898-ban költözött Zomborba, Szenteleky Kornél itt járt iskolába, itt érettségizett 1911-ben. Orvosi oklevelet 1916-ban szerzett Budapesten. Pályáját Garán kezdte, majd Ószivácon folytatta. Cikkeit, novelláit az Új Idők és A Hét közölte. Kesergő szerelem c. regénye 1918-ban jelent meg.
Az 1920-as évektől a jugoszláviai magyar irodalom szervezőjévé vált. A legfontosabb jugoszláviai irodalmi lapok az ő szerkesztésében jelentek meg (Vajdasági Írás, A Mi Irodalmunk, Kalangya). Sokat tett a szerb költők magyarság körében való népszerűsítéséért és Ő volt az első magyar nyelvű vajdasági novellaantológia (Akácok alatt címen) kiadója 1933-ban. Intézményes magyar könyvkiadást sürgetett Jugoszláviában.
Tüdőbaj okozta korai halálát, Szivácon (Sivac) a Római katolikus temetőben nyugszik.

## A magyar nyelvű szerb költői antológia
A húszas években Szenteleky Kornél és Debreczeni József megjelentett magyar nyelven egy szerb költői antológiát, a Bazsalikomot (1928). A szerkesztő-fordítók a modern szerb irodalom gyűjteményét készítették el.
...Célunk és vágyunk: a magyar olvasóval megismertetni a legújabb szerb alanyi költészetet. A versfordítás nehéz munka. De nem is volt törekvésünk a pontosság, s a szolgai hűség. Két elv vezetett a fordításnál: a lényegesnek és az egyéninek átmentése.
A Bazsalikom harminckét szerb költő hetvenhét versét szólaltatta meg a magyar műfordításirodalom akkori szintjén. Az 1910-es évek végén, s az 1920-as évek elején fellépő fiatal nemzedéket is bemutatták, köztük Ivo Andrić, Miloš Crnjanski, Rade Drainac, valamint a vajdasági Dušan Vasiljev és Žarko Vasiljević.
Szenteleky fordított verseket, novellákat, s szinte elsőként ismerte fel Ivo Andrić kivételes írói tehetségét a szerb irodalmon kívül a Vajdasági Írásban 1929-ben.

## Irodalmi levelezése
Levelezett az 1920-as években tevékenykedő szerb írókkal, tanácsokat kért tőlük, hogy biztosabban tájékozódhasson a szerb irodalomban, ugyanakkor azokat is információkkal látta el a magyar irodalom fordításával kapcsolatban. Egy szerb nyelvű Ady-kötet megjelenésének tervét melengette. A Mladen Leskováchoz írott leveleit szőtték át leginkább az Ady-kiadás körüli gondjai. E tervét sajnos nem tudta megvalósítani. Az első szerb nyelvű Ady-kötet majd csak az 1950-es években látott napvilágot.
Több esszészerű tanulmányt írt a szerb irodalom jelentősebb alakjairól. Bemutatta Branislav Nušićot, Ivo Vojnićot, Borislav Stankovićot, Danica Markovićot. 1932-ben dolgozta ki, tapasztalatainak mintegy összefoglalásaként „dunai kultúrtervét”, amely az egymás mellett és együtt élő népek kulturális közeledését akarta szorgalmazni.

## A Kalangya
Szenteleky Kornél kezdeményezéseit folyóirata, a Kalangya vitte és ápolta tovább, egészen 1944-ig, melynek egyik feladata a magyarok és a délszlávok kulturális közeledésének szorgalmazása volt. Csuka Zoltán fordításában önálló kötetként látott napvilágot Todor Manojlović misztériuma; Debreczeni József átültette Jovan Dučić könyvét.
A Kalangya műfordítói a modern szerb és horvát irodalom iránt érdeklődtek elsősorban, a magas igények érvényesültek. A magyar nyelven megszólaló szerb és horvát líra általános színvonala magas volt (Dudás Kálmán, Somorja Sándor).
Szerb irodalmat bemutató tanulmányok: Kázmér Ernő, Herceg János. Herceg Jánost a szerb irodalomból elsősorban a kapcsolattörténeti szempontból is vizsgálható alkotók érdekelték. Szép megemlékezést írt Margalits Edéről és jelentős tanulmányt azokról a vajdasági szerb ifjúsági mozgalmakról, amelyek az 1930-as években a forradalmi gondolatot képviselték Vajdaságban.

## Művei
- Kesergő szerelem. Regény; Táltos, Bp., 1920
- Színek és szenvedések. Emlékezés Pechán Józsefre; előszó Dettre János; Minerva Ny., Subotica, 1923
- Úgy fáj az élet...; Minerva, Subotica, 1925
- Bazsalikom. Modern szerb költők antológiája; vál., ford. Debreczeni József, Szenteleky Kornél; Minerva Ny., Szubotica, 1928
- A fény felgyúl és ellobog. Színpadi játék; Vajdasági Írás, Subotica, 1929
- Isola Bella. Regény; Erdélyi szépmíves Céh, Kolozsvár, 1931 (Erdélyi Szépmíves Céh kiadványa V. sorozat)
- Krónikák; Délvidéki Magyar Közművelődési Szövetség, Újvidék, 1933
- Ákácok alatt. Délszlávországi magyar írók novellái. 1-2. köt.; összeáll. Szenteleky Kornél; Jugoszláviai Magyar Könyvtár, Szabadka, 1933
- Ugartörés. Tanulmányok; Délvidéki Magyar Közművelődési Szövetség, Újvidék, 194?
- Úgy fáj az élet...; Délvidéki Magyar Közművelődési Szövetség, Újvidék, 1942
- Útitarisznya; Délvidéki Magyar Közművelődési Szövetség, Újvidék, 1942
- Holnap-holnapután. Elbeszélések; vál., utószó Herceg János; Délvidéki Magyar Közművelődési Szövetség, Újvidék, 1942
- Szenteleky Kornél irodalmi levelei 1927–1933; sajtó alá rend., bev. Bisztray Gyula, Csuka Zoltán; Szenteleky Társaság, Zombor–Bp., 1943
- Szenteleky Kornél válogatott írásai, 1-2.; vál. Herceg János; Fórum, Novi Sad, 1963
- Szenteleky Kornél; vál. Tomán László, bev. Bori Imre; Forum, Újvidék, 1976
- Egy fáradt szív szerelmei. Egybegyűjtött írások, 1914–1920; szöveggond. Bori Imre, Pastyik László, vál., utószó Bori Imre, jegyz. Bori Imre, Toldi Éva, bibliográfia Pastyik László; Forum, Újvidék, 1988 (Hagyományaink)
- Nyári délelőtt. Egybegyűjtött novellák, regény. 1923–1933; összegyűjt., utószó, bibliogr. Bori Imre, szöveggond. Toldi Éva; Forum, Újvidék, 1993 (Hagyományaink)
- Szeretnék szántani. Szenteleky Kornél összegyűjtött versei; összegyűjt., jegyz. Bori Imre, szöveggond. Toldi Éva; Forum, Újvidék, 1993; in: Híd, 1993/7-8.
- Szerelem Rómában. Egybegyűjtött versek, lírai prózák, versfordítások, 1922–1933; összegyűjt., utószó, bibliográfia Bori Imre, szöveggond. Toldi Éva; Forum, Újvidék 1995 (Hagyományaink)
- Új életformák felé. Egybegyűjtött tanulmányok, kritikák, cikkek, 1922–1930; összegyűjt., utószó, bibliográfia Bori Imre, szöveggond. Toldi Éva; Forum, Újvidék, 1999 (Hagyományaink)
- Új lehetőségek – új kötelességek. Egybegyűjtött tanulmányok, kritikák, cikkek II., 1931-1933. Drámák; összegyűjt., utószó, bibliográfia Bori Imre, szöveggond. Toldi Éva; Forum, Újvidék, 2000 (Hagyományaink)

## Emlékezete
1972-ben tiszteletére alapították meg a Szenteleky-díjat irodalmároknak és a Bazsalikom-díjat műfordítóknak.
A magyar kisebbségi kultúra segítésére többször is alakítottak Szenteleky Társaságot, 1934-ben Becskereken, 1937-ben Szivácon és 1943-ban Zomborban, ez utóbbi helyen Szenteleky leveleinek kiadása volt a legjelentősebb eredmény.
A Szenteleky Kornél Irodalmi Társaság alapszabályainak tervezete; Uránia Ny., Újvidék, 1942

## Külső hivatkozások
- Életrajza a Magyar Elektronikus Könyvtárban
- Életrajza a Magyar Scifitörténeti Társaság honlapján
- Szentelekyre emlékezve. Egy művelődéstörténeti rendezvény negyed százada. 1968–1993; összegyűjt., sajtó alá rend. Bordás Győző és Papp Imre; Forum, Újvidék, 2013
- Szentelekyre emlékezve II. : Egy művelődéstörténeti rendezvény évtizedei, 1993–2014; összegyűjt., sajtó alá rend. Bordás Győző;Forum, Újvidék, 2014